# Les Cartes vivantes
Les Cartes vivantes er en fransk stumfilm fra 1905 af Georges Méliès.